# Miamský přístav
Miamský přístav, anglicky Port of Miami [Přístav Miami], dříve Dante B. Fascell Port of Miami, je námořní přístav nacházející se v laguně Biscayne Bay východně od města Miami na Floridě. S centrem města Miami jej spojuje most, po němž vede státní silnice č. 886 zvaná Port Boulevard. Přístav, jehož rozloha činí 2 km², se rozkládá na umělém ostrově Dodge Island, který vznikl spojením tří historických ostrovů (Dodge, Lummus a Sam's Island). Své předchozí jméno dostal po floridském kongresmanovi Dante Fascellovi.
V roce 2011 poskytoval přístav pracovní příležitost pro 176 000 lidí a přinesl do městské pokladny jako každoročně 18 miliard dolarů. Je to 11. největší přístav pro kontejnerové lodě ve Spojených státech. Nejvíce nákladu přichází z Číny, největší objem zboží je odesílán do Hondurasu.
Port of Miami má celkem sedm osobních terminálů. Jedná se o jeden z největších přístavů pro výletní lodi na světě. Často bývá nazýván Cruise Capital of the World (Hlavní město výletních plaveb světa) nebo Cargo Gateway of the Americas (Nákladní brána Ameriky). V roce 2010 zde bylo odbaveno rekordních 4,33 milionu cestujících. Každý sedmý účastník výletní plavby na světě vyplouvá z Miami. 